# Historiska underofficersgrader i den norska armén

## Före 1930
| Infanteriet       | Kavalleriet       | Artilleriet       | Generalstaben     |
| ----------------- | ----------------- | ----------------- | ----------------- |
| Fanejunker        | Standartjunker    | Stykkjunker       | Stabsfanejunker   |
| Kommandersersjant | Kommandersersjant | Kommandersersjant | Kommandersersjant |
| Furer             | Furer             | Furer             | Furer             |
| Sersjant          | Sersjant          | Sersjant          | Sersjant          |

## 1930-1940
- Sersjant

## 1945-1975
- Stabssersjant
- Overserjsant
- Sersjant